# Missègre
Missègre là một xã của Pháp, nằm ở tỉnh Aude trong vùng Occitanie. Người dân địa phương trong tiếng Pháp gọi là Misségrois.

## Hành chính
| Danh sách các xã trưởng                |           |                                 |      |         |
| Giai đoạn                              | Giai đoạn | Tên                             | Đảng | Tư cách |
| mars 1852                              |           | Guillaume Gayda                 |      |         |
| octobre 1870                           |           | Etienne Cros                    |      |         |
| avril 1871                             |           | Barthélemy Delfour (1820-1891)  |      |         |
| 13 mai 1871                            |           | Paul Sérié                      |      |         |
| 21 janvier 1878                        |           | Paul Barbaza                    |      |         |
| 23 janvier 1881                        |           | Xavier Firmin Gazel (1847-1919) |      |         |
| 18 mai 1884                            |           | Barthélemy Delfour (1820-1891)  |      |         |
| 20 mai 1888                            |           | Sylvain Tiqui (1840-?)          |      |         |
| 24 avril 1889                          |           | François Gibert                 |      |         |
| 20 mai 1900                            |           | Pierre Delfour (1871-1962)      |      |         |
| 7 novembre 1909                        |           | Xavier Raynaud (1867-1948)      |      |         |
| 13 mai 1919                            |           | Paul Sérié (1870-1939)          |      |         |
| 19 mai 1935                            |           | Emile Gatonne (1897-1980)       |      |         |
| 8 février 1959                         |           | Antoine Bernat                  |      |         |
| 15 mars 1959                           |           | Louis Pagès                     |      |         |
| 21 mars 1971                           |           | Antoine Bernat                  |      |         |
| 18 mars 1977                           |           | Jean Barzu (1928-1998)          |      |         |
| 1998                                   |           | Joseph Tailhan                  |      |         |
| 23 mars 2008                           |           | Marcel Chaluleau                |      |         |
| Tất cả các dữ liệu trước đây không rõ. |           |                                 |      |         |

## Thông tin nhân khẩu
| Năm | 1962 | 1968 | 1975 | 1982 | 1990 | 1999 |
| --- | ---- | ---- | ---- | ---- | ---- | ---- |
| Dân số | 113  | 96   | 75   | 79   | 78   | 66   |
| From the year 1962 on: No double counting—residents of multiple communes (e.g. students and military personnel) are counted only once. |      |      |      |      |      |      |